# Dodekanol
Dodekanol (laurylalkohol, dodecylalkohol) je organická sloučenina, která se průmyslově vyrábí z palmojádrového, nebo kokosového oleje. Jedná se o mastný alkohol, jehož estery s kyselinou sírovou (zejm. dodecylsíran sodný) nalézají uplatnění jakožto surfaktanty. Dodekanol je bezbarvá kapalina, bez chuti, vonící po květinách.

## Výroba a použití
K roku 1993 činila poptávka po dodekanolu na území Evropy zhruba 60 tisíc tun ročně. Dodekanol je možné připravit hydrogenací mastných kyselin z palmojádrového či kokosového oleje a methylesterů. Dodekanol lze připravit i synteticky pomocí Zieglerova procesu. Klasická laboratorní příprava dodekanolu zahrnuje Bouveaultovu-Blancovu redukci ethyl-laurátu.
Dodekanol se používá k výrobě surfaktantů, maziv, léčiv, polymerních monolitů nebo umělých potravinářských příchutí. V kosmetice nalézá dodekanol uplatnění jako změkčovadlo pokožky. Zároveň se jedná o prekurzor dodekanalu či 1-bromdodekanu.

## Toxicita
Dodekanal může vyvolat podráždění pokožky. Jeho toxicita dosahuje přibližně poloviční toxicity ethanolu, zato je však vysoce toxický pro vodní organismy.

## Vzájemná rozpustnost ve vodě
Vzájemná rozpustnost 1-dodekanolu a vody byla kvantifikována následovně:
| Teplota, °C         | Rozpustnost dodekanolu ve vodě | Rozpustnost vody v dodekanolu |
| ------------------- | ------------------------------ | ----------------------------- |
| 29,5                | 0,04                           | 2,87                          |
| 40,0                | 0,05                           | 2,85                          |
| 50,2                | 0,09                           | 2,69                          |
| 60,5                | 0,15                           | 2,96                          |
| 70,5                | 0,09                           | 2,70                          |
| 80,3                | 0,14                           | 2,89                          |
| 90,8                | 0,18                           | 2,96                          |
| standardní odchylka | 0,02                           | 0,01                          |